# Eisschnelllauf-Mehrkampfweltmeisterschaft 1995
Die 89. Mehrkampfweltmeisterschaft der Männer wurde am 11. und 12. Februar 1995 im Stadio del ghiaccio di Piné im italienischen Baselga di Piné ausgetragen. Davon getrennt fand die 53. Mehrkampfweltmeisterschaft der Frauen drei Wochen später, am 4. und 5. März 1995, auf der Savalen Kunstisbane im norwegischen Tynset statt. Zum vierten Mal wurde Gunda Niemann Weltmeisterin bei den Frauen, bei den Männern gewann Rintje Ritsma seinen ersten WM-Titel.

## Teilnehmende Nationen
Frauen
Das Teilnehmerfeld des Frauenmehrkampfes setzte sich aus 26 Sportlerinnen aus 14 Nationen zusammen. Die Pfeile geben an, wie sich die Mannschaftsgröße eines Landes gegenüber der vorherigen Ausgabe geändert hat.
- 3 Starterinnen:  Deutschland,  Japan,  Niederlande ↑,  Vereinigte Staaten ↑
- 2 Starterinnen:  Kanada,  Österreich,  Rumänien,  Russland
- 1 Starterin:  Italien ↑,  Kasachstan ↓,  Lettland ↑,  Norwegen ↓,  Schweden,  Ukraine ↑

Insgesamt war das Feld um drei Teilnehmerinnen größer als 1994.
Männer
Im Männermehrkampf starteten 34 Sportler aus 19 Nationen.
- 3 Starter:  Deutschland ↑,  Japan,  Niederlande,  Norwegen
- 2 Starter:  Italien ↓,  Kanada,  Kasachstan,  Österreich ↑,  Polen ↑,  Russland,  Vereinigte Staaten ↓
- 1 Starter:  Finnland,  Neuseeland ↑,  Rumänien,  Schweden ↓,  Schweiz,  Südkorea ↑,  Ukraine ↓,  Belarus ↑

Nicht mehr vertreten im Vergleich zum Vorjahr waren Athleten aus Frankreich und Tschechien. Insgesamt war das Feld gleich groß wie 1994.

## Wettbewerb

### Frauen
Gunda Niemann lief bei ihrem vierten Weltmeistertitel erstmals auf allen vier Teilstrecken die schnellste Zeit und war damit in der WM-Geschichte die dritte Eisschnellläuferin, die einen Mehrkampf ohne Niederlage abschloss (nach Beth Heiden 1979 und Andrea Ehrig 1985). Die österreichische Titelverteidigerin Emese Hunyady fiel im abschließenden 5000-Meter-Lauf aus den Medaillenrängen und belegte den vierten Platz hinter der Kasachin Ljudmila Prokaschowa und Annamarie Thomas aus den Niederlanden, die beide jeweils etwa vier Punkte Rückstand auf Niemann hatten – auf die 5000-Meter-Strecke umgerechnet entsprach das einem Abstand von 40 Sekunden. Der Wettkampf fand bei Temperaturen von bis zu −15 °C statt.
Die folgende Tabelle zeigt die zwölf bestplatzierten Sportlerinnen in der Gesamtwertung der Mehrkampf-WM an, die sich für die Finalteilnahme über 5000 Meter qualifiziert haben. Die Zahl in Klammern gibt die Platzierung je Einzelstrecke an, fett gedruckt ist die jeweils schnellste Zeit.
| Rang | Name                 | 500 Meter    | 1500 Meter       | 3000 Meter       | 5000 Meter       | Gesamt- Punkte |
| ---- | -------------------- | ------------ | ---------------- | ---------------- | ---------------- | -------------- |
| 01   | Gunda Niemann        | 41,00 s (1)  | 4:24,72 min (1)  | 2:03,86 min (1)  | 7:28,70 min (1)  | 171,276        |
| 02   | Ljudmila Prokaschowa | 42,68 s (9)  | 4:26,13 min (3)  | 2:06,15 min (2)  | 7:41,16 min (4)  | 175,201        |
| 03   | Annamarie Thomas     | 42,25 s (5)  | 4:28,44 min (6)  | 2:06,62 min (3)  | 7:43,52 min (5)  | 175,548        |
| 04   | Emese Hunyady        | 41,27 s (2)  | 4:30,13 min (7)  | 2:08,00 min (5)  | 7:48,85 min (8)  | 175,842        |
| 05   | Heike Warnicke       | 43,40 s (17) | 4:27,68 min (4)  | 2:09,55 min (8)  | 7:39,42 min (3)  | 177,138        |
| 06   | Mitsue Uehara        | 42,73 s (11) | 4:30,83 min (8)  | 2:09,25 min (7)  | 7:43,58 min (6)  | 177,309        |
| 07   | Claudia Pechstein    | 42,91 s (14) | 4:31,28 min (9)  | 2:09,97 min (9)  | 7:46,74 min (7)  | 178,120        |
| 08   | Carla Zijlstra       | 44,82 s (23) | 4:25,06 min (2)  | 2:11,80 min (16) | 7:37,53 min (2)  | 178,682        |
| 09   | Maki Tabata          | 42,85 s (12) | 4:35,15 min (14) | 2:09,20 min (6)  | 7:53,11 min (9)  | 179,085        |
| 10   | Tonny de Jong        | 43,02 s (15) | 4:32,46 min (11) | 2:10,77 min (12) | 7:54,25 min (10) | 179,445        |
| 11   | Anette Tønsberg      | 42,68 s (9)  | 4:32,63 min (13) | 2:12,09 min (18) | 7:59,04 min (11) | 180,052        |
| 12   | Moira D’Andrea       | 41,70 s (3)  | 4:37,02 min (16) | 2:10,14 min (10) | 8:08,24 min (12) | 180,074        |

### Männer
Der Wettbewerb auf der Freiluftbahn von Baselga di Piné fand unter stetig wechselnden äußeren Bedingungen ab, zeitweise kam es zu Schneeregen und Nebel. Die Nachfolge des zurückgetretenen Titelträgers Johann Olav Koss aus Norwegen trat der Niederländer Rintje Ritsma an. Ritsma, der wenige Wochen zuvor bereits Mehrkampfeuropameister geworden war, galt als Favorit und bestätigte diese Stellung mit Siegen auf den Teilstrecken 1500 Meter und 10.000 Meter. Hinter ihm gewannen der Japaner Keiji Shirahata und der Italiener Roberto Sighel die weiteren Medaillen. Der niederländische Weltmeister von 1993 Falko Zandstra stürzte über 1500 Meter und qualifizierte sich damit nicht für das abschließende 10.000-Meter-Rennen. Über 5000 Meter liefen die beiden Deutschen Frank Dittrich und René Taubenrauch die besten Zeiten, profitierten dabei aber auch von ihrer Startposition, die ihnen ein Rennen bei sinkenden Temperaturen und härter werdendem Eis ermöglichte.
Die folgende Tabelle zeigt die zwölf bestplatzierten Sportler in der Gesamtwertung der Mehrkampf-WM an, die sich für die Finalteilnahme über 5000 Meter qualifiziert haben. Die Zahl in Klammern gibt die Platzierung je Einzelstrecke an, fett gedruckt ist die jeweils schnellste Zeit.
| Rang | Name               | 500 Meter    | 5000 Meter       | 1500 Meter       | 10.000 Meter      | Gesamt- Punkte |
| ---- | ------------------ | ------------ | ---------------- | ---------------- | ----------------- | -------------- |
| 01   | Rintje Ritsma      | 38,42 s (3)  | 7:03,08 min (5)  | 1:53,31 min (1)  | 14:09,89 min (1)  | 160,992        |
| 02   | Keiji Shirahata    | 39,12 s (13) | 7:02,40 min (4)  | 1:53,39 min (2)  | 14:14,16 min (2)  | 161,864        |
| 03   | Roberto Sighel     | 38,56 s (6)  | 7:05,14 min (10) | 1:55,48 min (8)  | 14:25,69 min (5)  | 162,851        |
| 04   | Takahiro Nozaki    | 39,11 s (12) | 7:01,84 min (3)  | 1:56,18 min (11) | 14:21,80 min (3)  | 163,110        |
| 05   | Dave Tamburrino    | 38,82 s (9)  | 7:06,88 min (14) | 1:54,90 min (7)  | 14:35,91 min (7)  | 163,603        |
| 06   | Andrei Anufrijenko | 38,55 s (4)  | 7:05,57 min (11) | 1:55,85 min (9)  | 14:37,82 min (9)  | 163,614        |
| 07   | Hiroyuki Noake     | 37,91 s (1)  | 7:17,87 min (24) | 1:54,13 min (5)  | 14:43,14 min (11) | 163,897        |
| 08   | Neal Marshall      | 38,74 s (8)  | 7:13,89 min (20) | 1:53,86 min (3)  | 14:41,01 min (10) | 164,132        |
| 09   | René Taubenrauch   | 39,81 s (21) | 6:59,19 min (2)  | 1:57,15 min (15) | 14:31,16 min (6)  | 164,337        |
| 10   | Frank Dittrich     | 40,09 s (25) | 6:56,66 min (1)  | 1:58,39 min (21) | 14:24,86 min (4)  | 164,462        |
| 11   | Sergei Zybenko     | 39,06 s (11) | 7:04,67 min (9)  | 1:55,92 min (10) | 14:56,46 min (12) | 164,990        |
| 12   | Christian Eminger  | 41,35 s (32) | 7:03,95 min (6)  | 2:00,76 min (29) | 14:36,13 min (8)  | 167,804        |